# Rosalba (film)
Rosalba è un film del 1944 diretto da Max Calandri e Ferruccio Cerio, tratto dal romanzo di Luigi Volpicelli Primavera a Pianabianco (tale fu anche il titolo del film durante la lavorazione).

## Produzione
Film girato negli studi della Scalera della Giudecca di Venezia nel 1944 nell'ambito del Cinevillaggio, struttura di produzione cinematografica della Repubblica di Salò, costituita in alternativa a Cinecittà, all'epoca abbandonata a causa della guerra in corso.

## Distribuzione
La pellicola ebbe una breve distribuzione nei primi mesi del 1945, durante le fasi finali della RSI, e limitata alle principali località di quest'ultima.
È in seguito andato perduto.